# مجلة طب الأطفال والجهاز الهضمي والتغذية
مجلة طب الأطفال وأمراض الجهاز الهضمي والتغذية هي مجلة طبية شهرية تعتمد على مراجعة الأقران وتغطي الأبحاث حول أمراض الجهاز الهضمي والتغذية لدى الأطفال. تنشرها شركة (ليبينكوت وليامز وويلكنز)، تأسست في عام 1982. وهي مجلة رسمية للجمعية الأوروبية لطب الجهاز الهضمي والكبد والتغذية وجمعية أمريكا الشمالية لطب الأطفال وأمراض الجهاز الهضمي، والكبد والتغذية.

## وصلات خارجية
- الموقع الرسمي